# Calceolaria uniflora
Кальцеолярия одноцветковая (лат. Calceolaria uniflora) — многолетнее горное растение рода Кальцеолярия. Впервые было найдено на архипелаге Огненная Земля в Южной Америке. Цветки жёлто-бело-бордовые, достигают размера 10 см. Листья тёмно-зелёные, длиной около 3 см.
Окраска растений зависит от места произрастания. Это послужило основой для предложения выделить внутри вида два подвида.